# Vierdrahtleitung
Vierdrahtleitungen werden in Telekommunikationsnetzen zum Anschluss des Endgerätes an die Vermittlungseinrichtung benutzt. Eine Vierdrahtleitung besteht aus zwei Paaren von Kupferdrähten (zwei Doppeladern). Die Drähte sind zur Verringerung von Störeinstrahlung miteinander verdrillt, entweder paarweise oder viererweise.
Je ein Adernpaar ist für den Datentransport in Hin- und Rückrichtung zuständig. Damit ist über eine Vierdrahtleitung ein uneingeschränkter Vollduplex-Betrieb, also gleichzeitiges Senden in beide Richtungen, möglich.
Typische Anwendungsbeispiele für Vierdrahtleitungen:
- Innen-ISDN-Verkabelung (S0-Bus) – vom NTBA zum Telefon
- ISDN-Primärmultiplexanschluss von der Vermittlungsstelle zum Teilnehmer
- Computer-Netze (zum Beispiel CAT5-Verkabelung)

Analoge Telefonanschlüsse und ISDN-Basisanschlüsse vom Teilnehmer zur Vermittlungsstelle werden in der Regel als Zweidrahtanschlüsse ausgeführt, da Kabel teuer sind – ein nicht unerheblicher Teil des Anlagevermögens der Teilnehmernetzbetreiber (zum Beispiel in Deutschland die Deutsche Telekom) ist im Boden vergraben – und sich so mit demselben Kabel die doppelte Anzahl von Anschlüssen realisieren lässt.
Allerdings erlaubt ein Zweidrahtanschluss nicht ohne weiteres das gleichzeitige Senden in beide Richtungen. Ein Halbduplexbetrieb – abwechselnd Senden und Empfangen – ist beispielsweise für Telex-Geräte akzeptabel, nicht jedoch zum Telefonieren. Damit Vollduplex-Betrieb dennoch über nur ein Adernpaar möglich ist, wurden spezielle Verfahren zur Trennung der beiden Kanäle in der Vermittlungsstelle und beim Teilnehmer entwickelt. Das bekannteste Verfahren ist die so genannte Gabelschaltung.